# قورباغه درختی خاورمیانه
قورباغه درختی خاورمیانه (نام علمی: Hyla savignyi) نام یک گونه از خانواده قورباغه‌های درختی حقیقی است.